# 1619 en musique classique
| \| • Retour à la chronologie générale de la musique classique • \| |
| Grèce • Rome • Haut Moyen Âge • VIIIe siècle • IXe siècle • Xe siècle • XIe siècle XIIe siècle • XIIIe siècle • XIVe siècle • XVe siècle • XVIe siècle • XVIIe siècle XVIIIe siècle • XIXe siècle • XXe siècle • XXIe siècle |
| • Retour à la chronologie générale de la musique classique • |

| Années en musique classique : 1616 - 1617 - 1618 - 1619 - 1620 - 1621 - 1622    |
| Décennies en musique classique : 1580 - 1590 - 1600 - 1610 - 1620 - 1630 - 1640 |

## Événements
- Achèvement de De Organographia (Sur les instruments) et de Termini musici (un ouvrage qui traite de la musique vocale), respectivement le deuxième et le dernier volumes du Syntagma musicum (Syntagme musical) de Michael Praetorius, une importante œuvre musicologique, dont le premier volume a été achevé en 1615.

## Œuvres
- Les Psaumes de David de Heinrich Schütz sont publiés à Dresde.
- Création de La morte d'Orfeo, opéra de Stefano Landi, en Italie.

## Naissances

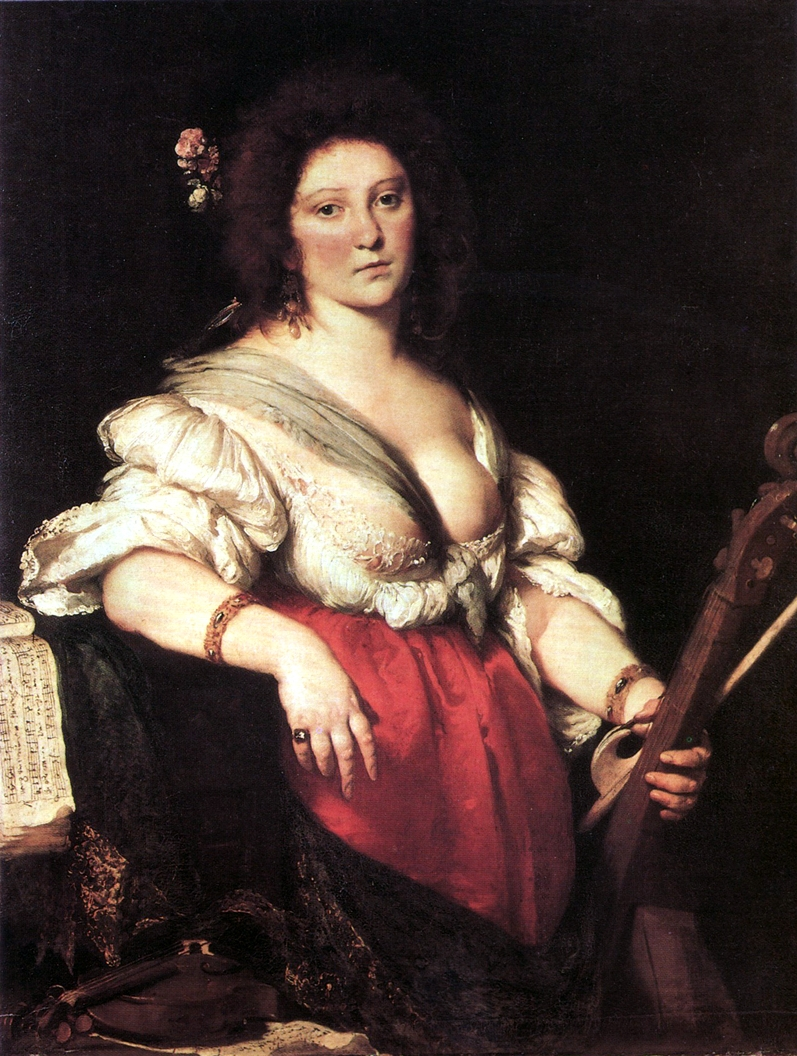
Barbara Strozzi

- 26 février : Giulio Cesare Arresti, organiste, chef d'orchestre et compositeur italien († 17 juillet 1701).
- 6 août : Barbara Strozzi, chanteuse et compositrice italienne († 11 novembre 1677).

Date indéterminée :
- Marco Marazzoli, compositeur, chanteur et musicien italien († 26 janvier 1662).
- Anthoni van Noordt, organiste et compositeur néerlandais († 23 mars 1675).

## Décès
- 25 janvier : Rogier Michael, chanteur, compositeur et maître de chapelle franco-flamand (° vers 1552).
- 8 mars : Veit Bach, musicien allemand, fondateur de la famille Bach (° vers 1550).
- 25 septembre : Francisco Soto de Langa (es), compositeur, chanteur, éditeur espagnol  (° vers 1534).

Date indéterminée :
- Gregorius Trehou, compositeur franco-flamand (° vers 1540).